# Doug Wimbish

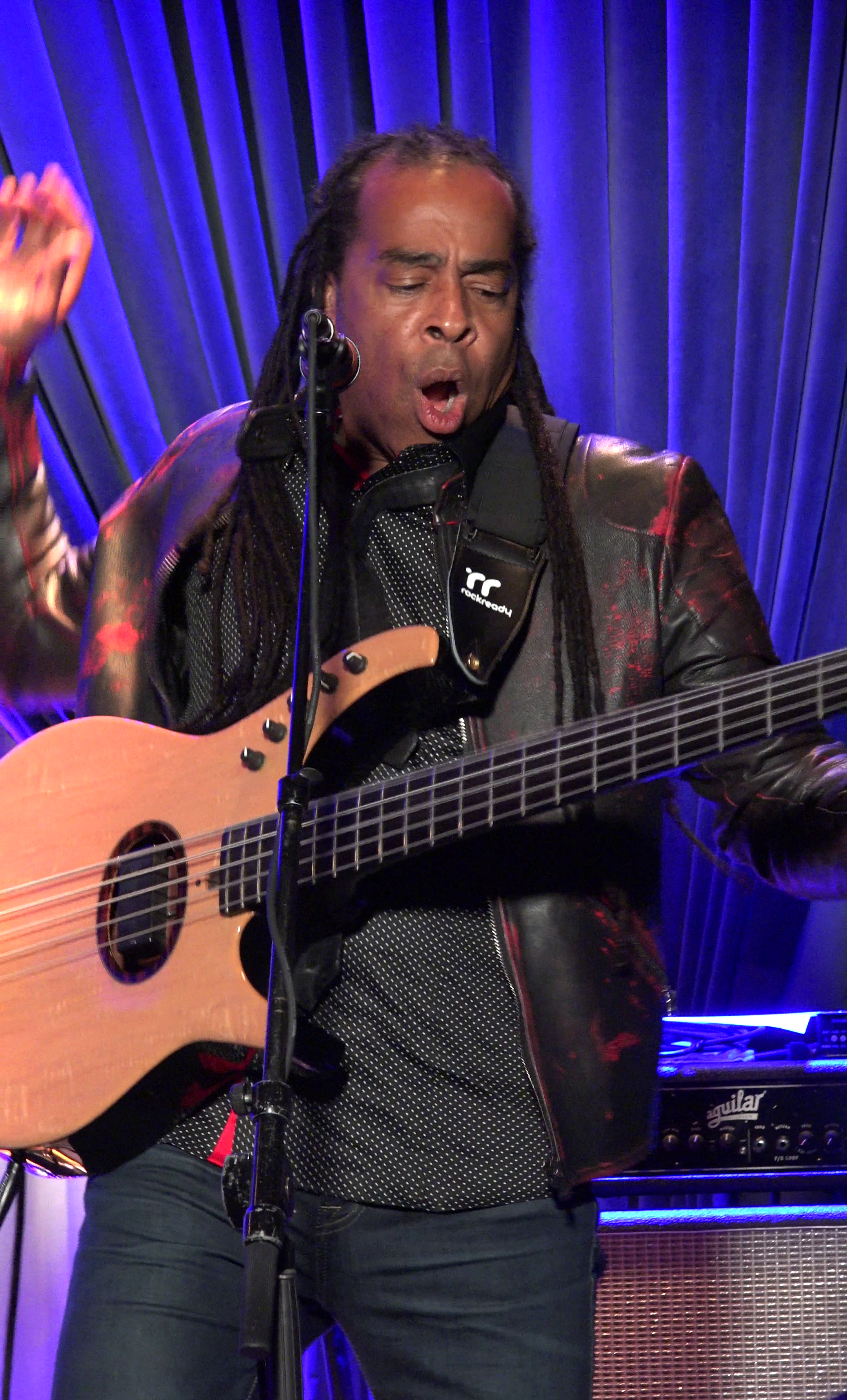
Doug Wimbish (2016)

Doug Wimbish (* 22. September 1956 in Hartford, Connecticut) ist ein US-amerikanischer Bassist und spielte unter anderem für Jeff Beck, Mick Jagger, Madonna, George Clinton, Depeche Mode, Mos Def, Schiller (Musikprojekt) und Tarja Turunen. Bekannt wurde er durch das Verwenden von Effekten im Bassspiel.
Doug begann mit 12 Jahren Gitarre zu spielen, mit 14 Jahren Bass. 1979 wurde er zusammen mit Gitarrist Skip McDonald und dem Drummer Keith LeBlanc als Rhythmussektion für Sugarhill Records angestellt. Dort spielte er u. a. bei Grandmaster Flashs "The Message". Zusammen mit McDonald and LeBlanc ging Wimbish 1984 nach London und arbeitete mit dem Produzenten Adrian Sherwood. Damals wurde die Gruppe Tackhead gegründet.
1992 wurde er Bassist bei Living Colour, nachdem Muzz Skillings die Band verlassen hatte.
Er wurde ein begehrter Studiomusiker, so spielt er als Bassist bei Primitiv Cool und 1997 auf der Platte Bridges to Babylon der Band The Rolling Stones mit.
Nach dem vorläufigen Ende von Living Colour formierte er mit dem Schlagzeuger Will Calhoun und dem Vokalisten Vinx die Band Jungle Funk die das gleichnamige erfolgreiche Album aufnahm. Aus dieser Konstellation wurde die Band headfake entwickelt.
2016 trat er gemeinsam mit anderen Künstlern bei Schiller (Musikprojekt) während der Arena-Tour auf, welche mit dem Konzert in der Mercedes-Benz Arena Berlin auf der Blu-ray "Zeitreise – Live" festgehalten wurde.

## Diskografie (Auswahl)
Solo
- 1999 – Trippy Notes for Bass
- 2008 – CinemaSonics

Mit Living Colour
- 1993 – Stain
- 2003 – Collide0scope
- 2009 – The Chair in the Doorway
- 2017 – Shade

Mit anderen
- 1986 Keith LeBlanc – Major Malfuction
- 1987 Mark Stewart – Mark Stewart
- 1987 Mick Jagger – Primitive Cool
- 1989 Tackhead – Friendly as a Handgrenade
- 1991 Seal – Seal
- 1992 Annie Lennox – DIVA
- 1992 Madonna – Erotica
- 1992 Joe Satriani – "The Extremist"
- 1993 Mick Jagger – Wandering Spirit
- 1993 Joe Satriani – Time Machine
- 1995 Annie Lennox – Medusa
- 1995 Little Axe – The Wolf That House Built
- 1996 Little Axe – Slow Fuse
- 1996 Mark Stewart – Control Data
- 1997 Rolling Stones – Bridges to Babylon
- 1999 Jungle Funk – Jungle Funk
- 1999 Mos Def – Black on Both Sides
- 2002 Little Axe – Hard Grind
- 2002 Dhafer Youssef – Electric Sufi
- 2004 Little Axe – Champagne & Grits
- 2005 Fernanda Porto – Giramundo
- 2006 Little Axe – Stone Cold Ohio
- 2006 John McCarthy – "Drive"
- 2007 Tarja Turunen – "My Winter Storm"
- 2010 Tarja Turunen – "What Lies Beneath"